# Karlsmedaille für europäische Medien

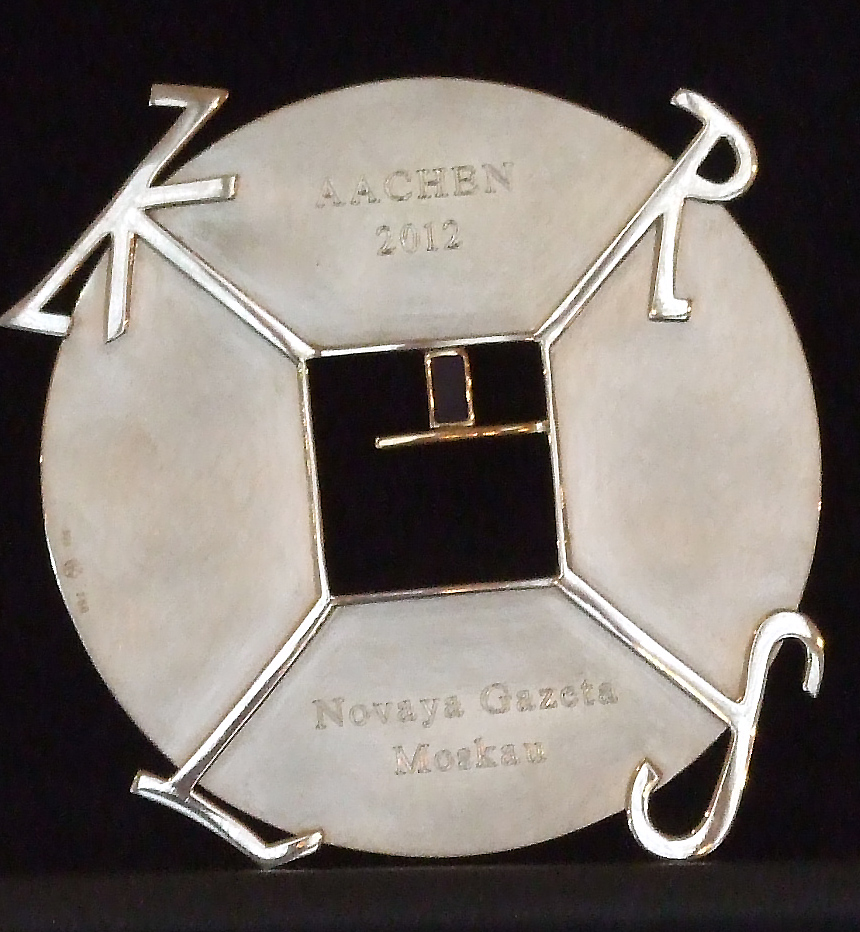
Karlsmedaille für europäische Medien

Die Karlsmedaille für europäische Medien (Médaille Charlemagne pour les Médias Européens) ist ein undotierter Preis, der jährlich vom Aachener Médaille Charlemagne pour les Médias Européens e.V. an europäische Persönlichkeiten aus dem Medienbereich für Verdienste um Integration und Identitätsbildung in Europa verliehen wird.
Der europäische Medienpreis wird seit dem Jahr 2000 im zeitlichen Zusammenhang mit dem internationalen Aachener Karlspreis verliehen. Die Medaille ist mit dem Karolus-Monogramm verziert.

## Preisträger
| Jahr | Preisträger                        | Bild                               |
| ---- | ---------------------------------- | ---------------------------------- |
| 2000 | Lord George Weidenfeld             |                                    |
| 2001 | Cees Nooteboom                     | Cees Nooteboom hier rechts im Bild |
| 2002 | keine Verleihung                   |                                    |
| 2003 | Jan Mojto                          |                                    |
| 2004 | Jean-Jacques Annaud                |                                    |
| 2005 | Fritz Pleitgen                     |                                    |
| 2006 | Krystyna Janda                     |                                    |
| 2007 | Stiftung Berliner Philharmoniker   |                                    |
| 2008 | Fatih Akin und Abdellatif Kechiche | Fatih Akin                         |
| 2009 | Reporter ohne Grenzen              | stellv. Jean-François Julliard (m) |
| 2010 | André Rieu                         | André Rieu hier rechts im Bild     |
| 2011 | Inge Feltrinelli                   |                                    |
| 2012 | Nowaja gaseta                      | stellv. Dmitri Muratow             |
| 2013 | Timothy Garton Ash                 |                                    |
| 2014 | Europäische Filmakademie           |                                    |
| 2015 | Dunja Mijatović                    |                                    |
| 2016 | Eurovision Song Contest            |                                    |
| 2017 | Rolf-Dieter Krause                 |                                    |
| 2018 | Ian Kershaw                        |                                    |
| 2019 | Erasmus Student Network            |                                    |
| 2020 | nicht verliehen                    |                                    |
| 2021 | Geert Mak                          |                                    |
| 2022 | Christopher Clark                  | Christopher Clark                  |

## Mitglieder
Mitglieder des Vereins Médaille Charlemagne pour les Médias Européens e.V. sind:
- Aachen
- Filmstiftung NRW
- Deutschsprachige Gemeinschaft Belgiens
- Euronews
- BBC World
- TV5 Monde
- Landesanstalt für Medien Nordrhein-Westfalen
- Eurosport
- EOS Entertainment
- Gesellschaft für die Verleihung des Internationalen Karlspreises zu Aachen e.V.